# Carlos Wilson

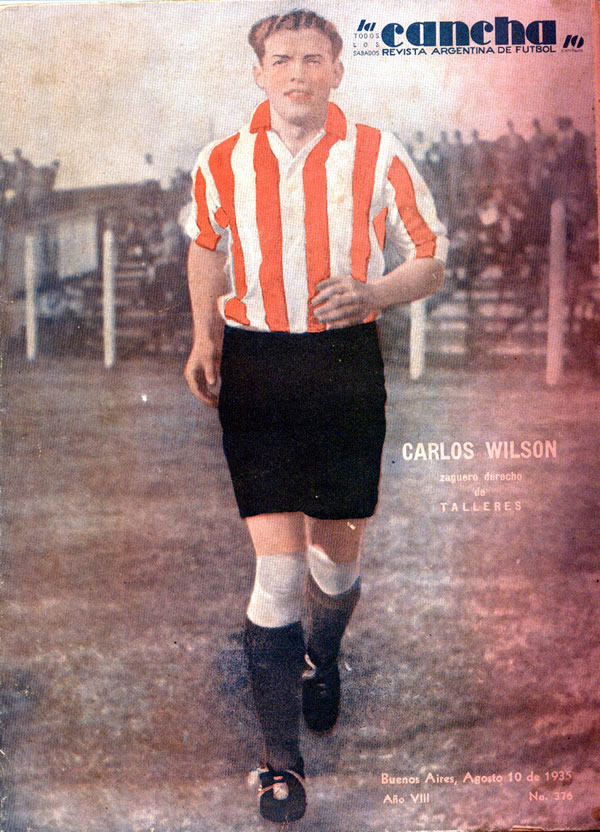
Carlos Wilson (1935)

Carlos Armando Wilson (* 14. August 1912 in Remedios de Escalada (Lanús), Provinz Buenos Aires; † 26. Februar 1996 in Buenos Aires) war ein argentinischer Fußballspieler. Den Großteil seiner Karriere in den 1930er Jahren verbrachte er bei CA Talleres. Der Verteidiger spielte aber auch für die Boca Juniors und den CA Lanús. Mit Argentinien belegte er bei der Südamerikameisterschaft von 1935 den zweiten Platz.

## Karriere
Wilson stieg als rechter Verteidiger über die Jugendmannschaften in die Kampfmannschaft des CA Talleres aus seinem Heimatviertel Remedios de Escalada auf, wo er 1930 als siebzehnjähriger sein Debüt gab. CA Talleres war 1931 Gründungsmitglied der professionellen Liga Argentina de Football, die anfänglich noch ohne Sanktionierung durch die FIFA auskommen musste. Bis einschließlich 1932 stand dabei der Torwart Ángel Bossio bei Talleres zwischen den Pfosten, der 1928 mit Argentinien olympisches Silber gewann und 1930 Vizeweltmeister wurde.
Sportlich etablierte sich Talleres im unteren Tabellenviertel. 1934 ging der Verein kurzfristig eine Spielgemeinschaft mit einem anderen traditionellen Kellerkind jener Zeit, dem CA Lanús ein. Die Unión Talleres-Lanús fuhr nicht besser, wurde Drittletzter und bereits zum Jahresende wieder aufgelöst. El Tallarín  selbst gelang während der acht Spieljahre in der ersten Liga nur selten ein Ausflug in die erste Tabellenhälfte, der zehnte Platz von 18 Teilnehmern 1935 war der Höhepunkt. Auch hier waren Punkt- und Tordifferenz negativ.
Bei der Südamerikameisterschaft von 1935 in Peru spielte Carlos Wilson in allen drei Spielen der argentinischen Fußballnationalmannschaft, die bei dem Turnier die ersten beiden Partien gewann und nach einer 0:3-Niederlage im letzten Spiel gegen Uruguay den zweiten Platz belegte.
Der in seiner Spielweise als "sachlich" beschriebene "platinblonde" Wilson wechselte 1937, neben drei weiteren Spielern von Talleres zu den Boca Juniors – 1938 sollte Talleres absteigen und nie wieder in die Erstklassigkeit zurückkehren.
1938 wechselte Carlos Wilson für zwei Jahre zu CA Lanús, ehe er ab 1940 noch einmal zwei Jahre beim nunmehrigen Zweitligisten CA Talleres spielte. Später spielte er noch bei FC Ferro Carril Sud in Olavarría, ebenfalls in der Provinz Buenos Aires.

## Statistik
Professionelle Laufbahn
- 1931–1933: CA Talleres (46 Spiele/0 Tore)
- 1934–1934: Unión Talleres-Lanús (22/2)
- 1935–1935: CA Talleres (34/4)
- 1936–1937: Boca Juniors (50/0)
- 1938–1939: CA Lanús (28/5)
- 1931–1939: 180 Erstligaspiele / 11 Tore